# ザ・ハウス・オブ・ザ・デッド 4

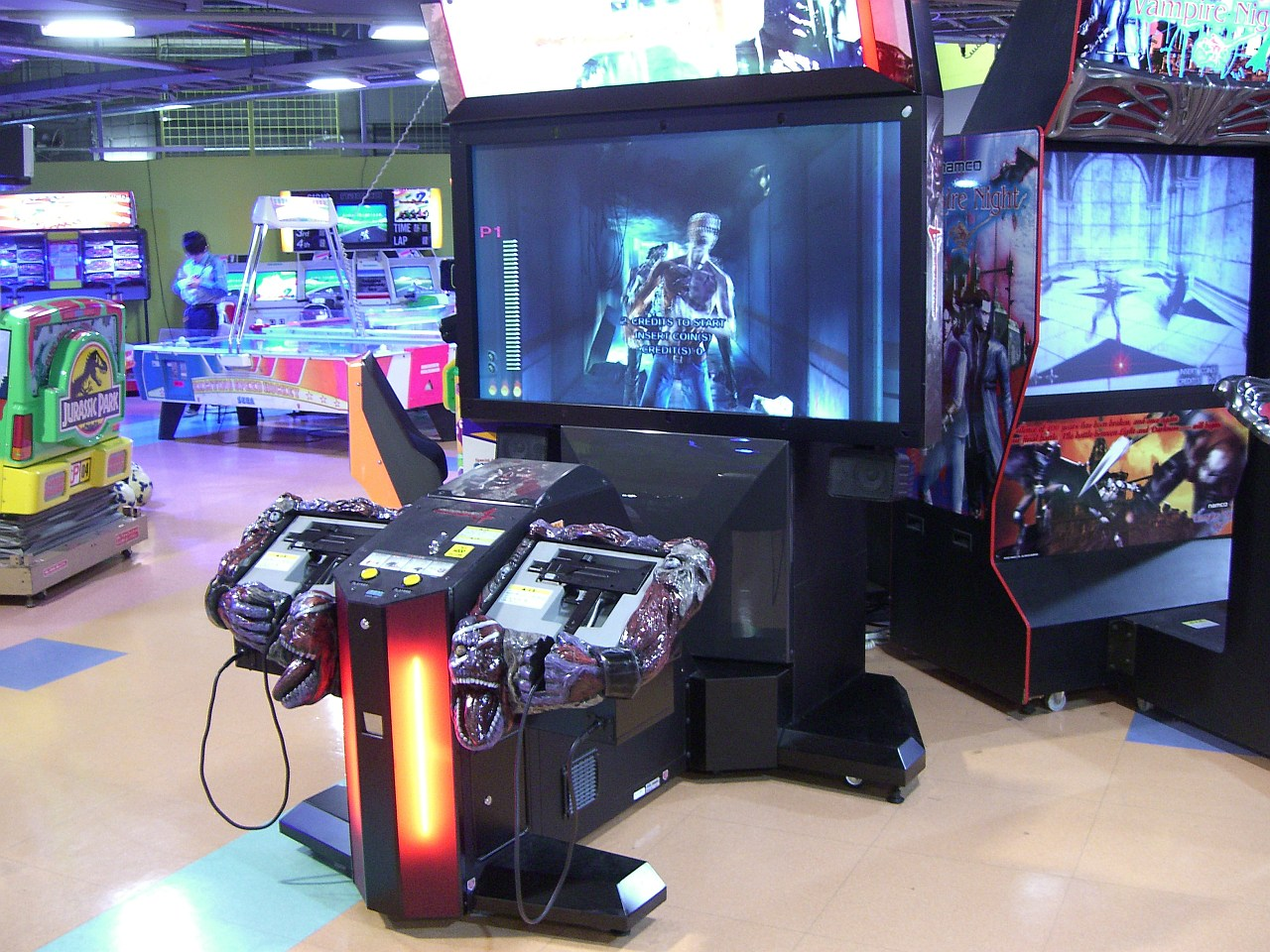
『ザ・ハウス・オブ・ザ・デッド 4』筐体

『ザ・ハウス・オブ・ザ・デッド 4』（ザ・ハウス・オブ・ザ・デッド フォー、The House of the Dead 4）は、2005年にセガAM1研が制作、セガから発売されたアーケード用ガンシューティングゲーム。
ザ・ハウス・オブ・ザ・デッドシリーズの四作目である。新基板LINDBERGHの第一弾タイトルとして発売された。

## ストーリー
舞台はヨーロッパのゴールドマン事件（『ザ・ハウス・オブ・ザ・デッド 2』）から3年が過ぎた2003年。同事件の解決者の1人であるAMSエージェント・ジェームズ・テイラーは「3年前の事件がまだ続いている」と考えていた。
彼は現地の女性AMSエージェント・ケイト・グリーンの案内のもと、AMSヨーロッパ本部地下5階にてゴールドマン事件の再調査を行うも、突如としてとてつもない大地震が起こり、2人は内部に閉じ込められてしまう。
数日後、救援を待っていた2人だが、ジェームズが所持するPDAが反応してセキュリティカメラに写ったゾンビの大群を見て危険を感じ、持てるだけの武器・弾薬を持ち出しての脱出を試みる。

## システム・評価
当時の最新基板「LINDBERGH」を使用、画面はワイドになったが、敵を撃っても一切血が出ず、身体欠損描写も発生しない（着弾した箇所の衣服や皮膚が剥がれる描写はある）。このため、ホラーシューティングとしてはグラフィックの向上を差し引いても、かなり大人しい画面になっている。
本作の銃は装弾数30発のサブマシンガンを採用。引き金を引くだけで連射が可能になり、『2』までの小さな当たり判定・『ザ・ハウス・オブ・ザ・デッド III』での体力消耗の問題が解決した。装弾数が多い代わりに一発ごとの威力は低く、大量に押し寄せる敵の群れには油断できず、素早く倒すには従来作と同様に各敵ごとに定められた弱点への銃撃や後述の手榴弾を使用した一掃が必須となっている。また、コントローラーの銃身に加速度センサーを搭載し、イベントシーンやゾンビとの絡み合い等で、コントローラーを振ることが求められる「ガチャプレイ」が実装された。リロードにおいてもコントローラーを振って行うものになっており、これまでのシリーズよりも素早くリロードできるようになった（従来通り画面外に向けてもOK）。
シリーズ初のサブウェポン（手榴弾）を採用。いわゆるシューティングゲームのボムに相当するものだが、コントローラーで狙いを定めてからボタンを押す必要がある。主に敵の足元目がけて投げ付けることで、周辺にいる敵をまとめて一掃することができる。なお、手榴弾はステージクリア時に3つまで補充される（3個以上所持している場合は補充されない）。
ライフはステージ中の背景物を撃ち壊すと出てくるライフ回復アイテムを取る、またはチャプタークリア時の評価によって回復することができる。前作ではBランクではライフは回復しなかったが、今作ではBランク以上ならばライフが回復するようになった。一方で前作までの救出イベントは完全に撤廃されている。
ルート分岐システムはステージ中に自らルート選択する方式の他、プレイヤーの行動によって分岐する方式も復活。救出イベント撤廃のため、ラストのボーナス部屋出現条件は「ノーコンティニューで到達」に変更された。他にもあるシーンにて背景の一部を撃ったり手榴弾を投げ込む事でもルートが分岐し、場合によっては「隠し部屋」に入ることもできる。
スコアシステムでは前作で廃止されたヘッドショットボーナスが復活。更に今作ではリザルトの項目に新たに「クリティカルショット」が追加されており、敵の弱点を撃ってトドメを刺すと成立。連続で成立させていく毎に4段階（「GOOD」「AMAZING」「EXCELLENT」「PERFECT」。クリティカルショットを失敗、またはダメージでリセットされる）のスコアボーナスが得られるようになっている。また、一部場面では敵が無敵状態になっており、その状態で銃弾を命中させると耐久力以上の撃ち込みを成立させスコアを稼ぐことが可能。さらに倒れた後のゾンビ（黒焦げになった状態で倒れこみ、地面が視認できる場合は死体も短時間だけ残る）にも撃ち込み判定は残っているため、ハイスコアを狙う場合はこれらのチャンスを逃さないことが重要となる。

## キャラクター
ジェームズ・テイラー (James Taylor)
アメリカ人。今ではベテランエージェントとしてAMSに認められている。38または39歳。
Gと同じくデジタル思考な人間であったが、ゴールドマン事件以降、正義感と希望を捨てない強い精神を持つ性格になった。3年の時が過ぎ宿敵ゴールドマンとの戦いが始まる。
ワールドが第3形態に変態を遂げようとした際、それを止めるためにPDAのスイッチを起動。ワールドもろとも爆死するという最期を遂げる。
『2』と比べると容姿は『ザ・ハウス・オブ・ザ・デッド』のローガンに近くなり、声も明らかに変わっている。
ケイト・グリーン (Kate Green)
アメリカ人。最近リクルートされたAMSエージェントだが、とてつもなく危険な状況下でもカジュアルな態度で対応できる強い女性である。
崩壊した街を見て希望を失いかけていたが、ジェームズに希望を持つ信念などを学び、最後の最後まで諦めない強い精神を手に入れた。
ゲーリー・スチュワート (Gary Stewart)
『2』でジェームズとコンビを組んでいた、若手AMSエージェント。本作では回想シーンに一度だけ登場する。
カレッブ・ゴールドマン (Caleb Goldman)
イギリス人。2000年の「ゴールドマン事件」の黒幕で元DBRコーポレーション最高責任者。
パソコンに自分の姿と言葉を残している事から、今回の事件が起きる事は知っていたようだが、彼が黒幕なのか第三者によるものなのかは不明。
人類の生存場所を示唆したり、希望の素晴らしさを口にするなど、予想していたにしては不自然な点も見受けられる。
チャプター間には回想シーンとして彼の独白が差し込まれるが、ジェームズとのやり取りが『2』と全く異なっている。
なお、EDの内容によっては、パソコンの映像の彼がゾンビ化するシーンが見られる。
Agent "G"
以前は任務遂行の為ならば如何なる手段も許されると考えていたデジタル思考な人間だったが、本作の世界崩壊は彼の心に影響を及ぼした模様。
今回はゴールドマン事件のその後を監視していたようで単身ロンドンに飛び、そこで大地震に巻き込まれる。生還した彼はゴールドマンビルの周辺でケイトと再会する（それらは『4SP』で描かれることとなる）。
なお『4』EDでカメオ出演時の姿が『III』の姿で『4SP』で登場時の姿が『4SP』の姿で姿が完全に違う。
謎の男（ミスティックマン）
本作EDの1つで登場されるビジネススーツでやや白髪の入ったオールバックの男。謎の男の名前が日本語では「なぞのおとこ」だが、公式では英語の「ミスティックマン」が正しい。怪我か病気を患っているのか足を片方引きずっている。
彼の素性は謎だが『III』で登場される謎の男と同一人物である事は確かで、EDの内容から何かを起こそうとしている事も確かな模様。
ゴールドマンの思想を「甘い」と批判して更なる「パンドラの箱」の存在を示唆していた。

## ボス
Justice (Type 0053) - ジャスティス
Chapter 1 ESCAPE 〜脱出〜のボス。
巨人型ゾンビで紫色の体に鎖を着け、右肩には赤色で天秤が描かれている4つの腕を持った怪物。
その巨大な手足を用い、ジェームズとケイトを掴んでの噛み付き・握りつぶし、ドロップキックを放つ。
弱点は口からほぼ常に出している舌だが、ドロップキックを行おうとしている際のみ、両手で舌を隠しながら迫ってくる。
足等を撃っても微弱なダメージを与えられる他、口に目掛けて手榴弾を投げると手榴弾を飲み込ませて、攻撃を即座にキャンセル出来る。
最期はジェームズとケイトの銃撃で死亡して叫び声をあげて倒れ身体がドロドロに溶けていった。
Lovers (Type 6805) - ラヴァース
Chapter 2 LOST 〜迷走〜のボス。
巨大な雌蜘蛛と、異常に巨大化した前足をぶら下げて雌蜘蛛の背中に乗っている小型の雄蜘蛛で構成された二体一対の蜘蛛。
雄蜘蛛は巨大な前足で引っかいて攻撃し、雌蜘蛛は口から糸を吐いたり、大量の子供を放つ。前半はジェームズとケイトが乗っている建設用エレベーターの下部から攻撃を行い、後半は正面から攻撃を行ってくる。
弱点は雄蜘蛛の口の中。体力を一定以上減らすと小型の雄蜘蛛が異常に巨大化した前足を使い、弱点の口を隠しながら戦う。
最期はジェームズとケイトの銃撃で死亡してエレベーターシャフトを転落していった。
Empress (Type 1210) - エンプレス
Chapter 3 EMPTINESS 〜空白〜のボス。
顔には赤く光る暗視レンズに、全身を青いラバースーツやプロテクターで固めた大柄なヒューマノイド。
着脱可能なダブルセイバー型の巨大なチェーンソーを用い、最初はジワジワと接近し直接斬り付ける。中盤では車両の外からの斬り付け、後半はチェーンソーを分割し両手に持ち替えて激しく振り回してくる。
電車の中の壊した扉や消火器をジェームズとケイトに向かってはね飛ばしてくることもある。キャンセルに必要な弾数は他のボスと比べて少ないものの、攻撃を加えるチャンスは多くない。
弱点は顔。最期はジェームズとケイトの銃撃でよろめき、自ら破壊した車両から落ち、直後に走って来た対向列車に衝突して死亡。
『愛されるより愛シタイ 〜THE HOUSE OF THE DEAD EX〜』ではボディーラインが完全に女性になっている。
Temperance (Type 0483) - テンパランス
Chapter 4 Despire 〜絶望〜のボス。
カメガエルに似た顔と皮膚を持つ非常に巨大な肥満体のヒューマノイド。
上半身裸で至る所に不気味な模様のタトゥーがあり、左手の甲にはクロスしたテーブルナイフとフォークが描かれている。右手にトゲ付きのグローブを着け、黒いトレーニングパンツを穿いている。
攻撃をゴムのような脂肪で吸収するのが特徴。最初は頭を腹部で隠しつつ接近してジャンプしてからのヒップアタック攻撃、以降は巨体を使った高速ローリングで攻撃する他、後半は窓から建物の内部をしばらく伺った後に右手で建物ごと殴ってくる。最後のレバーを下ろすアクションに失敗すると、噛みつきを行う。
弱点は頭だがマシンガンはおろか手榴弾ですらまともなダメージを与えることはほぼ不可能であり、頭を撃ち続けキャンセルゲージを最後まで減少させれば転倒こそするが、体力ゲージ自体は全く減らないことから、致命傷には至っていない模様。
最期はケイトの機転でジェームズが時計塔に吊るされてた大時計部品をTemperanceの弱点の頭に落とす事を思い付き、それをジェームズとケイトに弱点の頭に落とされ強烈な一撃を受けた事でやっとの事で死亡。
Star (Type 0001) - スター
Chapter 5 Reunion 〜再起〜のボス。
上半身裸に白い仮面を着け、赤ローブとヘビ柄の黒いジーンズを身に纏った、身長3メートル近い怪人。
タイプ番号が示すとおり、見た目は人間に近く、人間の言葉も流暢に喋ることができる。両手のククリを武器に、ゴールドマンビルに侵入したジェームズとケイトの強さを試す。
紫色のオーラは身体を守るためのもので、オーラを使ってエネルギー弾を飛ばしたり、空中を浮遊することが出来る。また後半では竜巻を起こして高速回転しながら接近して切りつけてくる。
仮面の下は醜悪でジェームズとケイトの銃撃で次第に仮面が割れ顔が露わに成り、それと同時にローブが頭から外れ赤コートも穴だらけに成って行く。
最期はジェームズとケイトの銃撃で敗北したが、最後の力を振り絞って爆死し、ジェームズの腹部に重傷を負わせた。
弱点は胸の傷だが頭を向けながら竜巻を起こして高速回転しながら接近して切りつけてくる際は頭が弱点となる。
World (Type β) - ワールド
Chapter 6 Hope 〜希望〜のボスで本作の最終ボス。
トンボのような目と8枚の翅を持つ氷の様な質感で出来た人型の上半身だけの巨大生物。
知能もかなり高く人語を理解する。自らを全ての者の頂点だと主張し、絶望の世界を作り上げ全てのものに死の鉄槌を下そうと、手始めにジェームズとケイトに襲い掛かってくる。
胸からエネルギーを出して氷状の物体を操る事が可能で、第一形態はそれを地面に叩きつけてプレイヤーの足元に氷を張る、斧を作る、氷の塊を上空から落とすなどして攻撃し、第二形態になると氷のドラゴンを作り出して攻撃してくる。
弱点は赤い胸だが一度死亡すると脱皮して進化して復活する為に限りなく不死身に近い存在。第三形態に脱皮した際は下半身も出現してマシンガンの集中砲火が一切効かずケイトは絶望したが、最期はジェームズの捨て身の攻撃で消滅した。
『OVER KILL』のマザーが登場するまでシリーズ中最大の大きさを誇る最終ボスであった。自キャラ移動中に僅かに接近する瞬間や、第二形態の終盤に繰り出してくる技の直前に手榴弾を投げるとダメージを与えられる。

## ゾンビ
今作に登場するゾンビを紹介する。本項のゾンビの名称は、PS3版をエディタで解析をかけたものに準じており、大半のゾンビの名称は現時点では公式発表されていないものが多いという点に注意。なお、一部は『ハウス・オブ・ザ・デッド 〜スカーレット・ドーン〜』のランキングにて他ナンバリングに登場するゾンビ達に混じってデフォルトネームとして登録されている。なお、この作品には歴代『HOD』シリーズに登場したチェーンソーを武器に使用するゾンビがまったく登場しない。
デビッド (David)
一般的な体格のゾンビで、ジーンズを履き上半身裸で筋組織が剥き出しになっているのが特徴。赤いパンツに体表が黒ずんだ個体も存在する。腕を大きく振り上げて引っ掻き攻撃を行う。
ストーンズA (Stones-A)
デビッド同様上半身裸の一般的な体格のゾンビで、黒いパンツと首飾りを着用し、身体には入れ墨が彫られている。主な攻撃方法は引っ掻きだが、デビッドとは異なる2種類のモーションが用意されている。『4SP』では車を運転する個体も登場する。
ストーンズB (Stones-B)
Chapter1序盤のガラスを突き破って出てくる場面にのみ登場。Aに比べてやや耐久性が低く、押し倒してこないという違いがある。
ローゼス (Roses)
両手両足に鋭い鉄の鉤爪「バグ・ナク」を装着した紫色の体に、頭にターバンを巻いた中東の暗殺者を思わせる風貌の小柄なゾンビ。場面によっては排気口から出現することもある。鉤爪を用いて天井や壁をよじ登ってひっ掻いたり、プレイヤーに張り付いた後に噛みついて攻撃してくる。Chapter1および『4SP』のChapter2に登場。
コステロA (Costello-A)
本編ではChapter1、『4SP』ではChapter2に登場。白髪で白衣を身に纏い、両手で頭を抱えながらフラフラと近づいてくる。攻撃方法は噛みつき。
コステロB (Costello-B)
黒いジャケットを着用したゾンビ。胸に十字型の大きな傷がある。攻撃方法はコステロAと同じ噛みつきだが、Chapter5でジェームズ達が車に乗ってからは攻撃方法がストーンズ同様引っ掻きとなっている。終盤では車を運転する個体も見られる。
マッキー (Mackey)
頭部に包帯を巻き、緑色の服を着た大柄なゾンビ。場面によってはシャッターを引き上げたり扉を打ち破ったりして現れることもある。体の至る所にツギハギがあり、体当たりで攻撃してくる。ガチャプレイに失敗した時はパンチで攻撃してくる。『4SP』ではトラックを運転しながらこちらに突撃を仕掛けてくる個体もいる。
エビタン (Ebitan)
下水道付近に生息しているゾンビ。長い間、液体の下水の中に漬かっていた為に腐敗が進行し、ドロドロとした容姿をしている。飛び掛ってから相手の首元辺りに噛み付き、獲物を仕留める。集団で現れることが多い。『2』と同様に茶色に変色した個体や、第3章では新たに白みがかった個体が登場する。
ダミアン (Damian)
人型のカエルの様な見た目のゾンビ。体表が緑色で、遠方から舌を伸ばして攻撃してくる。Chapter2のみ登場。
チャールズ (Charles)
全身にツギハギがある肥満体型のゾンビ。体当たりで攻撃してくる他、ドラム缶を投げつけてくることもある。場面によっては強制的に押し倒しを行うこともある。Chapter2・4、『4SP』に登場。
バーン (Bern)
ガスバーナーとガスタンクを手にしながら作業服を身に纏ったゾンビ。炎を飛ばしたり、斬りつけて攻撃してくる。ガスタンクで殴りかかってくることもある。手に持つガスタンクを撃つことで爆発させて倒すことも可能。Chapter2のみ登場。
ケビン (Kevin)
顔から胸までが赤くただれた酷い顔に、緑色のコートを着た大柄なゾンビ。非常に見え辛いがズボンのベルトに彼の名前が刻まれている。パンチやシャベルで殴りかかってくる他、遠方から瓦礫やドラム缶を投げつけて攻撃することもある。Chapter3、『4SP』に登場。
カゲオ (Kageo)
地下鉄付近に生息しているゾンビ。体全体が乾燥し、目玉も鼻も崩れ落ちた骸骨のようなゾンビとなっている。今作では首飾りを着けている。上半身だけのカゲオJも確認されている（こちらは顔の腐敗はそれほど酷くなく、かろうじて目玉は残っている）。集団で登場する事が多く、今作では接近されると非常に素早い動作で引っ掻いて来る。カゲオJは飛びかかって引っ掻いて来る他に、プレイヤーに張付いてガチャプレイに入る事もある。
ジミー (Jimmy)
金髪に青いコートを着たゾンビ。両手に斧を持つ個体とそうでない個体があり、前者は斧で斬りかかってくる他、遠方から斧を投げつけて攻撃する。後者は引っ掻いて攻撃する。また『4SP』では、遠方から車でステージを横切りながら正確に斧を投げるという離れ業を披露する。なお、彼のみ何故か掴み攻撃時に無敵判定が存在しない。
ビクター (Victor)
青いヘルメットを被り、緑のパンツに全身に包帯を巻いた小柄なゾンビ。攻撃方法は飛び掛かってからの斬り付け。
ラバン (Laban)
Yシャツにネクタイとオフィスワーカーを彷彿させるゾンビ。額が割れており、手のひらに謎の模様が描かれている。押し倒された際、彼のみ顔を近づけて目の前で引っ掻いてくる動作をとる。主な攻撃は引っ掻きや噛みつき。
コンスタンティン (Constanine)
黄色いタンクトップを着用した大柄なゾンビ。攻撃方法は殴りつけやラリアット。Chapter4・5および『4SP』に登場。PS3版では死に際の叫び声がダミアンのものに変更されている。
ゴーヴァン (Gauvain)
両手に翼を持った、ハーピーを彷彿させるゾンビ。攻撃方法は近づいて両足による引っ掻き。
エージェント (Agent)
黒いスーツを着たシークレットサービスを思わせる風貌のゾンビ。サングラスを掛けており、胸にはAMSのIDカードを付けている。高い身体能力を持っており、俊敏な動きで銃弾を躱したり、接近しながら回し蹴りや踵落としで攻撃してきたり、走る車の上に圧し掛かって来たりする。Chapter5のみ登場。
ベイン (Bain)
ナチス将校を思わせる風貌で、両腕が機械化されている大柄なゾンビ。高い防御力と異常な腕力を持ち、数台の廃車を両手で吹っ飛ばしたり、プレイヤーの運転する車を持ち上げて邪魔してきたりする。主な攻撃はタックルや殴りつけ。Chapter5、『4SP』に登場。PS3版では死に際の叫び声が、バーンのものに変更されている。
フランクリンII (Frank II)
『2』で登場したフランクリンを改良したミュータント。ゴールドマンビルに配置されている。前タイプと同様に壁をすり抜けたり、姿を透明にすることが出来る。前タイプからの改良として、ピストルで倒せるくらいだった低い体力と防御力を、体格の大型化及び装甲を着用することにより克服している。ただ、動きが前タイプよりも鈍くなっており、そのため攻撃されても早く走ることが出来ない。弱点が頭部から胸の黒い部分になっており、この敵のみ胸部がヘッドショット扱いとなる。
エリックII (Eric II)
『2』で登場したエリックを改良したミュータント。ゴールドマンビルに配置されている。両手がレーザーソードである点は同じではあるものの、前タイプよりも小型化されている。装甲を着用しているが、防御力は前タイプより僅かにダウンしており、マシンガンの攻撃であっけなく倒れてしまうなど弱体化しているが、代わりに動きが素早くなっている。Chapter6のみ登場。
ランスII (Lance II)
『2』で登場したランスを改良したミュータント。ゴールドマンビルに配置されている。無限のレーザーソードを装備している点はもちろんだが、前のタイプよりも大幅に改良が施され、装甲を着用し、頭脳のアップグレードも行ったようで、体力、知能共に大幅に向上している。プレイヤーの目の前にいきなりテレポートして切りつけてきたり、その体力の高さを利用して徒党を組み、見事なコンビネーション攻撃を仕掛けてくる。Chapter6のみ登場。
モゥラー (Murrer)
ヘビ型ゾンビ。集団で獲物に襲い掛かる。本作品では白色をしている。
タラン (Taran)
Loversが戦闘中に産む子グモ型ゾンビ。それ以外の場面には一切登場しない。
デビロン (Deviron)
地下鉄付近に生息しているコウモリ型ゾンビ。集団で獲物に襲い掛かる。Chapter3のみ登場。

## アイテム
ゲーム中はドラム缶や木箱の中、隠し部屋にこれらのアイテムが隠されている。
銅貨
得点が200点増加する。
銀貨
得点が400点増加する。
金貨
得点が600点増加する。
シルクハット
得点が800点増加する。
黄金のカエル
得点が1000点増加する。一定の周期で飛び跳ねるので、入手がやや難しい。
ミニマジシャン
得点が2000点増加する。本物のマジシャンと同様に動く。カエルよりも入手が難しい。
バス
得点が3000点増加する。黄色いミニチュアのロンドンバスで、登場後右方向に移動していく。動きは遅いが耐久度が高く、弾を数十発撃ち込まないと入手できない。
ベル
1発撃つと100点。最大で20発（2000点）まで撃ち込む事ができる。
ライフ
救急箱。撃つと1ライフ回復する。ただし、前期版と後期版でグラフィックが異なる。すでに満タンの場合はスコアアイテム扱いとなる。
前期版では箱に赤十字が描かれているが、赤十字の標章及び名称等の使用の制限に関する法律に抵触する為、後期版では赤字で「LIFE」と描かれたものに変更されている。
グレネード
マークII手榴弾。グレネードが1個補充される。すでに満タンの場合はスコアアイテム扱いとなる。

## 移植版
これまでの作品とは違い、しばらくは家庭用に移植されなかったが、2012年には海外にてPlayStation 3・PSNダウンロード版限定でHDリメイクにて移植された。日本での発売は2012年4月19日に配信。CERO15歳以上。

## トリビア
- ゴールドマンビルに入った時にケイトが漏らした台詞は『2』でジェームズが漏らした台詞へのオマージュである。ただ、日本語訳ではほとんど同じ台詞だが原文では主語が変わっている。また、Starを倒した際のケイトの台詞は、『2』でマジシャンを倒した際にゲーリーが放った台詞へのオマージュである。
- 『2』のステージ5〜曙光〜でハイエロファントが破壊した橋は本作品でもそのままになっており、裂けていない左側だけが通行できる。なお、橋の下にあった川は干上がってしまった[注 6]ようである。
- ガンコントローラーはイングラムM10を模しているが、作中でプレイヤーが使っているのはステアーTMPに酷似した銃である。
- このゲームには、前期版と約4ヶ月後に出荷された後期版の異なる2つのバージョンが存在している。このバージョンの違いは以下の通り。
  1. 前期版で報告されていた、極端な処理落ち、銃の照準が同期しない不具合の修正。
  2. 全体的な難易度の低下。後期版では難易度が高い状態での敵の耐久力が前期版よりも低く抑えられている。
  3. 前期版ではライフ、グレネード取得時にわずかなタイムラグが発生し、状況によっては入手していない事になっていたが、後期版では取得時のタイムラグを無くす事で修正。
  4. 前述の問題から、ライフアイテムのグラフィックが後期版では変更。ステージクリア時のボーナスライフ入手表示も「赤十字が描かれている箱+○」から「炎+○」表示に変更。
  5. ガチャプレイ時に表示されるアニメが変更（前期版では「片手」で銃を持って振っているが、後期版では「両手」で銃を持って振っている）。
  6. ゲーム内のグラフィックの変更を受けて、筐体のゲーム説明のイラストも後期版のグラフィックに準じたものに変更されている。

## ザ・ハウス・オブ・ザ・デッド 4 スペシャル
『ザ・ハウス・オブ・ザ・デッド 4 スペシャル』（ザ・ハウス・オブ・ザ・デッド フォー スペシャル、The House of the Dead 4 Special）は、『4』の外伝にあたる作品。
前後100インチモニターと360度回転のライド仕様のアトラクションタイプでジョイポリス、その他セガ直営店（後のセガ エンタテインメント）等の超大型ゲームセンターで稼働している。
家庭用はPS3版『4』とカップリングで移植され、本編を1度クリアするとプレイ可能となる。

### 4との相違点
本編と異なる点は、以下の通りである。PS3版ではライフ・リロード・ガチャプレイが『4』と同様の方式に戻された。
- 主人公はGとケイト。
- ガンコントローラーが大型化。
- 銃は引き金を戻すと必ず補充されるオートリロード方式。
- 銃を撃つ際の振動は『4』本編のガンコントローラーに比べてかなり大きい。
- 「ガチャプレイ」の銃を振るアクションが削除、筐体中央にあるボタンを連打する方式に変更。
- ライフがゲージ式。ダメージで大きく減り、ライフを獲得すると僅かに回復する。
- ステージは新規に作られている。

### ストーリー
『4』から数日後、ジェームズを失ったケイトはあてもなく、一人、悲しみに暮れながら街を彷徨っていた。そんなケイトを襲うゾンビの集団。
ピンチに陥るケイトだが、そこにGが現れ、2人は窮地を乗り越える。Gはケイトに「戦いは終わっていない」と告げる。
Worldが倒されてからも何処からともなく溢れ出すゾンビの大群、そして開かれようとしているもう一つのパンドラの箱、全てを断ち切るためにGとケイトはそのゾンビの根源となっている工場へと向かう。
2人の行く手を阻むゾンビ達、倒した筈のJustice、工場内に張りめぐらされた罠、彼等は傷付きながらも工場の最深部へと辿り着く。

### ボス
Justice(Type 0053) - ジャスティス
『4』の個体と概ね同様。新技として大きく振りかぶった後の噛み付きが追加され、手榴弾を飲み込まなくなったが、体力が大きく減少しており、3回のキャンセルで倒せる。
Magician (Type 0) - マジシャン
『4SP』のラストボス。攻撃パターンは炎が放物線を描いて飛ぶ以外は従来とほぼ同じだが、新技として上空に舞い上がってからの体当たりが追加、全体的に強化されている。
弱点は旧作同様で装甲が欠如している部分。弱点は前作までのような鼓動している筋肉と筋のような組織が消え、帯電しているような描写に変更されており、『2』で生えていた身体の触手も消えている。

### エンディング
エンディングはライフゲージの残量によって変化するが、PS3版ではライフは個数制となっているため、条件が変更されている。また、Magicianのトドメを刺すのに失敗するとバッドエンドを迎える。
- Magicianにトドメを刺せないと、さらに彼のクローンが3体現れる。ケイトが絶望し、Gが「次はどいつが相手だ…」と言い、Magicianが高笑いして物語は幕を閉じる。バッドエンド。
- Magicianにトドメを刺すと、「復讐の炎はまだ消えぬ…」と言って爆散。Gとケイトがロンドンの街へと戻り、また新たなる戦いへと旅立ってゆく。そして物語は『III』へと続く。
- ミスティックマンが登場し、「パンドラの箱は閉じられたか…だがもう遅い…運命の輪はもう止められないのだよ。」と言ってEND。『III』へと続く。

### トリビア
- アーケード版の筐体入り口上部にあるライトバーは、ゲームの状況によってライトの色や左右に往復するグラデーションの色や速度が変わる機能が設けられている。
  1. 非プレイ時は白に黒のグラデーション、プレイ中はプレイヤーのライフバーの色[注 7]に黒のグラデーション、ゲームオーバー時は青紫に赤のグラデーションでライトアップされる。
  2. グラデーションは心拍数を模しており、プレイ中のプレイヤーのライフバーに連動して色や左右に往復する速度が変わるようになっている。
  3. 非プレイ時及びプレイヤーのライフバーが緑、黄緑の状態では標準的な速度だが、黄、オレンジの状態では速度が低下し、赤、ゲームオーバーの状態では大きく低下する。
- 『4』と同様に、本作にも、前期版と後期版の異なる2つのバージョンが存在している。このバージョンの違いは以下の通り。
  1. 前期版ではライフ、グレネード取得時にわずかなタイムラグが発生し、状況によっては入手していない事になっていたが、後期版では取得時のタイムラグを無くす事で修正。
  2. 前述の問題から、ライフのグラフィックが後期版では変更。
  3. ゲーム内のグラフィックの変更を受けて、筐体前に設置されたゲーム説明のイラストも後期版のグラフィックに準じたものに変更されている。